# 김학민
김학민(金學旻, 1983년 9월 4일~)은 대한민국의 배구 선수, 지도자이다. 현역 시절 포지션은 레프트와 라이트이며, V-리그의 인천 대한항공 점보스와 의정부 KB손해보험 스타즈에서 뛰었다. 현재 KB손해보험의 감독 대행을 맡고 있다.

## 약력

### 프로 입단 전
구운중학교 3학년 때부터 씨름과 육상 선수 출신인 아버지의 권유로 배구를 시작하였다. 대부분의 배구 선수들이 초등학교나 중학교 2학년 이전에 배구를 시작한 것에 비하면 구력이 늦은 편이었지만, 그는 당시 키가 183cm나 되었을 정도로 큰 데다 점프력이 좋아서 배구를 시작하였던 것이다.
2002년 경희대학교에 입학하여 2학년 때 주전이 되었으며, 2004년 삼성애니카배 전국 대학연맹전에서는 한양대학교를 격파하는 주역이 되기도 했다. 한때 어깨 신경이 손상되는 치명상을 입기도 했지만, 4학년이 되자 국가대표에 발탁되어 2006년에 열린 아시아 남자배구 최강전에도 출전한 바 있다. 이는 힐스테이트 2006~2007 V-리그 신인 드래프트에서 1라운드 1순위로 인천 대한항공 점보스에 입단하는 계기가 되었다.

### 프로 입단 후
2006년 대한항공의 1라운드 1순위 지명을 받아 입단했다. 입단 첫 해에는 같은 해에 영입된 외국인 선수인 보비와 포지션이 겹쳐서 벤치를 지키는 날이 많았고, 보비가 부진한 모습을 보일 때마다 잠깐씩 교체로 출장했다. 그 해 신인상을 수상받았다. 2008년에 대한항공이 보비와의 재계약하지 않고, 진준택 전 고려증권 감독이 대한항공에 부임하면서 주전으로 자리잡게 되었다. 그리고 그는 NH농협 2008~2009 V-리그가 개막되자 빼어난 활약을 펼치며 소속 팀이 1라운드 전승을 하는 데 1등 공신이 되었고, 그는 1라운드 우수 선수상까지 받게 되었다. 그러나 허리 부상을 당하면서 벤치를 지키는 날이 많아졌고, 그의 공백은 신영수로 대체되었다.
잘생긴 외모와 호쾌한 스파이크로 세터 한선수와 함께 대한항공에서 가장 인기가 높은 선수였으며, 별명은 "에어", "라면"이다. "에어"라는 별명은 그의 서전트 점프가 무려 90cm가 넘어가고, 덩크슛이 가능한 선수이기 때문에 붙여졌다. 실제로 2008년 11월 28일 방송된 한 스포츠 프로그램에서 그는 점프 높이 90cm를 가뿐하게 넘었고, 농구장에서는 제자리에서 뛰어 투 핸드 덩크슛을 성공시켰다고 한다. "라면"이라는 별명은 문용관 전 대한항공 감독이 KBS N 스포츠의 배구 해설위원을 맡던 중 대한항공 경기를 중계하다가 농담으로 "제가 대한항공 감독이었을 때 보았던 김학민 선수는 일단 공중에 한 번 뜨면 거기서 라면을 끓여먹고 내려올 정도로 체공력이 좋다"고 한 말을 줄인 것이다.
광저우 아시안 게임에 출전했으나, 동메달에 그쳐 병역 특례를 받지 못했다. 2009년에 결혼해서 1남을 두고 있었던 그는 대한항공 팀의 사정상 계속 입대를 연기해 와서 상무에는 입대할 수 없게 되었고,  2012-2013 시즌을 마친 후 2013년 4월 9일에 상근예비역으로 입대했다. 계양체육관에서 열린 장광균의 은퇴식 때 공식 석상에 잠시나마 모습을 드러냈다. 2015년 1월 8일에 제대하고 대한항공에 복귀했다.
2018-2019 시즌 후 대한항공과 FA 계약을 했다. 하지만 그 무렵에 대한항공이 KB손해보험에서 FA로 풀린 손현종을 영입하고 같은 시기에 FA로 풀린 정지석도 대한항공에 잔류함에 따라 대한항공은 샐러리캡 문제에 걸리게 되었고, 때마침 권순찬 감독이 김학민에게 관심을 보이면서 김학민은 사실상의 사인 앤드 트레이드로 2019년 4월 23일에 KB손해보험으로 이적했다.
2020-21 시즌 종료 후 현역 은퇴를 선언하고 KB손해보험의 코치로 부임했다.
2024년 2월 14일 후인정 감독이 사퇴하자, 감독 대행을 맡기로 했다.

## 대한민국 V-리그기록
- 트리플 크라운

2009년 11월 12일: 백어택 5개, 서브 에이스 3개, 블로킹 3개 (상대팀: 수원 KEPCO 빅스톰, 장소: 인천 도원실내체육관)

## 수상 경력
- 힐스테이트 2006~2007 V-리그 신인 선수상
- NH농협 2008~2009 V-리그 1라운드 우수 선수상[10]
- NH농협 2010~2011 V-리그 정규리그 MVP
- 2011 IBK 기업은행컵 수원 프로 배구 대회 MVP
- NH농협 2016-2017 V-리그 5라운드 우수 선수상[11]